# Toshen Bora
Toshen Bora (Assam, 14 de febrero de 1950-Bombay, 14 de septiembre de 2024) fue un futbolista indio. Su carrera futbolística alcanzó su apogeo en 1972, cuando fue seleccionado para representar a la India en los partidos de clasificación preolímpica. También fue elegido para el equipo indio para una gira por la Unión Soviética en 1970, pero las lesiones le impidieron participar.

## Carrera
Nacido el 14 de febrero de 1950, en Borbam Rangolipathar cerca de Namrup, Dibrugarh, Bora mostró su talento futbolístico desde muy joven. Comenzó su viaje mientras todavía estaba en séptimo grado y entre 1963 y 1964 ya fue invitado al Campo de Entrenamiento del Noreste de la India. En 1964, con sólo 14 años, fue nombrado mejor jugador del torneo interdistrital de fútbol juvenil. Rápidamente saltó a la fama, jugando para el equipo senior de Dibrugarh y sirviendo como vicecapitán del equipo escolar de Assam en el Torneo Escolar Nacional en Shillong.
Bora es considerado uno de los mejores futbolistas de Assam.
Falleció en Bombay el 14 de septiembre de 2024, a los 74 años de edad.